# Scottish Division Two 1899/1900
Die Scottish Football League Division Two wurde 1899/1900 zum siebten Mal ausgetragen. Nach Einführung der Division One war es zudem die siebte Austragung als zweithöchste Fußball-Spielklasse der Herren in der Scottish Football League unter dem Namen Division Two.
In der Saison 1899/1900 traten 10 Klubs in insgesamt 18 Spieltagen gegeneinander an. Jedes Team spielte jeweils einmal zu Hause und auswärts gegen jedes andere Team. Es galt die 2-Punkte-Regel. Bei Punktgleichheit waren die Vereine (mit derselben Punktausbeute) gleich platziert. Die Meisterschaft gewann Partick Thistle, das neben dem Vizemeister Greenock Morton in die Division One aufstieg.

## Statistiken

### Abschlusstabelle
| Pl. | Verein                | Sp. | S  | U | N  | Tore    | Diff. | Punkte |
| --- | --------------------- | --- | -- | - | -- | ------- | ----- | ------ |
| 1.  | Partick Thistle (A)   | 18  | 14 | 1 | 3  | 055:260 | +29   | 29:70  |
| 2.  | Greenock Morton       | 18  | 14 | 0 | 4  | 066:250 | +41   | 28:80  |
| 3.  | Port Glasgow Athletic | 18  | 10 | 0 | 8  | 050:410 | +9    | 20:16  |
| 4.  | FC Motherwell         | 18  | 9  | 1 | 8  | 038:360 | +2    | 19:17  |
| 4.  | Leith Athletic        | 18  | 9  | 1 | 8  | 032:370 | −5    | 19:17  |
| 6.  | FC Abercorn           | 18  | 7  | 2 | 9  | 046:390 | +7    | 16:20  |
| 7.  | Hamilton Academical   | 18  | 7  | 1 | 10 | 033:450 | −12   | 15:21  |
| 8.  | FC Ayr                | 18  | 6  | 2 | 10 | 039:480 | −9    | 14:22  |
| 9.  | Airdrieonians FC      | 18  | 4  | 3 | 11 | 027:490 | −22   | 11:25  |
| 10. | FC Linthouse          | 18  | 2  | 5 | 11 | 028:680 | −40   | 09:27  |

| Zum Saisonende 1898/99 |                                |
| (A)                    | Absteiger aus der Division One |